# Elezioni comunali in Sicilia del 1993
Le elezioni comunali in Sicilia del 1993 si tennero il 6 giugno (con ballottaggio il 20 giugno) e il 21 novembre (con ballottaggio il 5 dicembre). La Sicilia, nel disciplinare con legge regionale la disciplina elettorale degli enti locali, fu la prima regione in Italia ad introdurre l'elezione diretta del sindaco. Secondo la legge elettorale siciliana (L.R. n. 7, 26 agosto 1992), il voto si esprimeva su due schede, l'una per l'elezione del Consiglio comunale e l'altra per l'elezione diretta del Sindaco.
Nei comuni con popolazione superiore a 10.000 abitanti, le liste potevano costituire una coalizione. L'apparentamento era ammesso esclusivamente tra le liste e non con i candidati alla carica di Sindaco. Il 70% dei seggi (con arrotondamento, in caso di numero frazionario, all'unità superiore) era assegnato proporzionalmente; i restanti seggi erano attribuiti, secondo il criterio proporzionale, per due terzi alla lista o al gruppo di liste coalizzate che avesse conseguito il maggior numero dei voti validi, e i seggi ulteriormente residui alla lista o alla coalizione di liste risultata seconda per numero di voti validi attribuiti (art. 23).

## Elezioni del giugno 1993

### Provincia regionale di Palermo

#### Cefalù
| Candidati | Candidati                                             | Voti  | %     |
| --------- | ----------------------------------------------------- | ----- | ----- |
|           | Mario Alfredo La Grua (Uniti per Cambiare) ✔️ Sindaco | 5.164 | 57,10 |
|           | Rosario Culotta (Alleanza di Progresso per Cefalù)    | 2.384 | 26,36 |
|           | Salvatore Serio (Movimento Popolare per Cefalù)       | 1.184 | 13,09 |
|           | Giovanni Garbo (La Rete)                              | 312   | 3,45  |
| Totale    | Totale                                                | 9.044 | 100   |

| Liste  | Liste                                         | Voti  | %     | Seggi |
| ------ | --------------------------------------------- | ----- | ----- | ----- |
|        | Uniti per Cambiare                            | 2.801 | 31,49 | 13    |
|        | Alleanza di Progresso per Cefalù              | 2.395 | 26,93 | 9     |
|        | Movimento Popolare per Cefalù                 | 2.359 | 26,52 | 6     |
|        | Movimento Sociale Italiano - Destra Nazionale | 767   | 8,62  | 1     |
|        | La Rete                                       | 572   | 6,43  | 1     |
| Totale | Totale                                        | 8.894 | 100   | 30    |

#### Cinisi
| Candidati | Candidati                                                          | Voti  | %     |
| --------- | ------------------------------------------------------------------ | ----- | ----- |
|           | Antonino Gaglio (Progetto Insieme) Accede al ballottaggio          | 2.318 | 41,88 |
|           | Antonino Badalamenti (Democrazia Cristiana) Accede al ballottaggio | 1.737 | 31,60 |
|           | Salvatore Maltese (Movimento Popolare Cattolico)                   | 906   | 16,48 |
|           | Mario Talluto                                                      | 644   | 11,72 |
| Totale    | Totale                                                             | 5.496 | 100   |

| Liste  | Liste                        | Voti  | %     | Seggi |
| ------ | ---------------------------- | ----- | ----- | ----- |
|        | Democrazia Cristiana         | 2.696 | 48,71 | 14    |
|        | Progetto Insieme             | 2.318 | 41,88 | 6     |
|        | Movimento Popolare Cattolico | 521   | 9,41  | -     |
| Totale | Totale                       | 5.535 | 100   | 20    |

Ballottaggio
| Candidati | Candidati                  | Voti  | %     |
| --------- | -------------------------- | ----- | ----- |
|           | Antonino Gaglio ✔️ Sindaco | 3.588 | 71,56 |
|           | Antonino Badalamenti       | 1.426 | 28,44 |
| Totale    | Totale                     | 5.014 | 100   |

### Provincia regionale di Agrigento

#### Agrigento
| Candidati | Candidati                                                                 | Voti   | %     |
| --------- | ------------------------------------------------------------------------- | ------ | ----- |
|           | Calogero Sodano (Insieme per Agrigento - PRI) Accede al ballottaggio      | 9.791  | 31,29 |
|           | Giuseppe Arnone (Democratici per Agrigento - Rete) Accede al ballottaggio | 10.619 | 33,93 |
|           | Maria Pia Campanile (DC)                                                  | 6.986  | 22,32 |
|           | Carmelo Picarella (Scommessa per Agrigento)                               | 2.012  | 6,43  |
|           | Francesco Samaritano (MSI-DN)                                             | 1.886  | 6,03  |
| Totale    | Totale                                                                    | 31.294 | 100   |

| Liste                         | Liste | Voti   | %     | Seggi |
| ----------------------------- | --- | ------ | ----- | ----- |
|                               | Democrazia Cristiana                                                                                        | 14.245 | 42,76 | 19    |
|                               | Insieme per Agrigento                                                                                       | 6.146  | 18,45 | 8     |
| Partito Repubblicano Italiano | 1.882 | 5,65   | 1     |       |
|                               | Democratici per Agrigento (Partito Democratico della Sinistra-Rifondazione Comunista-Federazione dei Verdi) | 6.042  | 18,14 | 8     |
| La Rete                       | 2.440 | 7,32   | 3     |       |
|                               | Movimento Sociale Italiano - Destra Nazionale                                                               | 1.605  | 4,82  | 1     |
|                               | Scommessa per Agrigento                                                                                     | 953    | 2,86  | -     |
| Totale                        | Totale | 33.313 | 100   | 40    |

Ballottaggio
| Candidati | Candidati                  | Voti   | %     |
| --------- | -------------------------- | ------ | ----- |
|           | Calogero Sodano ✔️ Sindaco | 15.041 | 50,73 |
|           | Giuseppe Arnone            | 14.606 | 49,27 |
| Totale    | Totale                     | 29.647 | 100   |

#### Campobello di Licata
| Candidati | Candidati                                          | Voti  | %     |
| --------- | -------------------------------------------------- | ----- | ----- |
|           | Giuseppe Smiraglia (PDS - Lista Civica) ✔️ Sindaco | 3.179 | 53,28 |
|           | Angelo Bonetta (PSI)                               | 2.788 | 46,72 |
| Totale    | Totale                                             | 5.967 | 100   |

| Liste        | Liste                              | Voti  | %     | Seggi |
| ------------ | ---------------------------------- | ----- | ----- | ----- |
|              | Partito Democratico della Sinistra | 3.114 | 42,76 | 14    |
| Lista Civica | 641                                | 8,80  | 3     |       |
|              | Democrazia Cristiana               | 2.344 | 32,19 | 10    |
|              | Partito Socialista Italiano        | 1.183 | 16,25 | 3     |
| Totale       | Totale                             | 7.282 | 100   | 30    |

#### Casteltermini
| Candidati | Candidati                                                | Voti  | %     |
| --------- | -------------------------------------------------------- | ----- | ----- |
|           | Salvatore Lo Presti (Città Nuova) Accede al ballottaggio | 1.844 | 29,03 |
|           | Vincenzo Taibi (PSI) Accede al ballottaggio              | 1.481 | 23,32 |
|           | Carmela De Marco                                         | 1.113 | 17,52 |
|           | Maria Antonia Drago (DC)                                 | 1.084 | 17,07 |
|           | Giovanni Battista Salamone                               | 421   | 6,63  |
|           | Francesco Malia (MSI-DN)                                 | 408   | 6,42  |
| Totale    | Totale                                                   | 6.351 | 100   |

| Liste  | Liste                                         | Voti  | %     | Seggi |
| ------ | --------------------------------------------- | ----- | ----- | ----- |
|        | Partito Socialista Italiano                   | 2.322 | 35,41 | 14    |
|        | Democrazia Cristiana                          | 2.003 | 30,54 | 10    |
|        | Città Nuova                                   | 1.580 | 24,09 | 5     |
|        | Lista Civica                                  | 521   | 7,94  | 1     |
|        | Movimento Sociale Italiano - Destra Nazionale | 132   | 2,01  | -     |
| Totale | Totale                                        | 6.558 | 100   | 30    |

Ballottaggio
| Candidati | Candidati                      | Voti  | %     |
| --------- | ------------------------------ | ----- | ----- |
|           | Salvatore Lo Presti ✔️ Sindaco | 4.135 | 65,80 |
|           | Vincenzo Taibi                 | 2.149 | 34,20 |
| Totale    | Totale                         | 6.284 | 100   |

#### Favara
| Candidati | Candidati                                                              | Voti   | %     |
| --------- | ---------------------------------------------------------------------- | ------ | ----- |
|           | Giuseppe Vetro (DC) Accede al ballottaggio                             | 7.816  | 41,80 |
|           | Gaetano Sanfilippo (Unità Democratica Favarese) Accede al ballottaggio | 6.094  | 32,59 |
|           | Antonio Valenti (Movimento Democratico Popolare)                       | 1.832  | 9,80  |
|           | Francesco Piscopo (PRC)                                                | 1.402  | 7,50  |
|           | Giuseppe Ferlisi (Rete)                                                | 1.034  | 5,53  |
|           | Gaetano Lombardi (MSI-DN)                                              | 519    | 2,78  |
| Totale    | Totale                                                                 | 18.697 | 100   |

| Liste  | Liste                                         | Voti   | %     | Seggi |
| ------ | --------------------------------------------- | ------ | ----- | ----- |
|        | Democrazia Cristiana                          | 7.547  | 36,73 | 15    |
|        | Unità Democratica Favarese                    | 5.243  | 25,51 | 12    |
|        | Partito Socialista Italiano                   | 5.277  | 25,44 | 11    |
|        | Movimento Democratico Popolare                | 918    | 4,47  | 1     |
|        | Rifondazione Comunista                        | 661    | 3,22  | 1     |
|        | La Rete                                       | 533    | 2,59  | -     |
|        | Movimento Sociale Italiano - Destra Nazionale | 421    | 2,05  | -     |
| Totale | Totale                                        | 20.550 | 100   | 40    |

Ballottaggio
| Candidati | Candidati                     | Voti   | %     |
| --------- | ----------------------------- | ------ | ----- |
|           | Gaetano Sanfilippo ✔️ Sindaco | 10.202 | 62,68 |
|           | Giuseppe Vetro                | 6.074  | 37,42 |
| Totale    | Totale                        | 16.276 | 100   |

#### Naro
| Candidati | Candidati                                         | Voti  | %     |
| --------- | ------------------------------------------------- | ----- | ----- |
|           | Maria Grazia Brandara (DC) Accede al ballottaggio | 1.943 | 31,35 |
|           | Giuseppe Cumbo (Rete) Accede al ballottaggio      | 1.543 | 24,90 |
|           | Calogero Schembri (PDS-PRC)                       | 1.396 | 22,52 |
|           | Giuseppe Scalia (Movimento Democratico Popolare)  | 1.316 | 21,23 |
| Totale    | Totale                                            | 6.198 | 100   |

| Liste  | Liste                                                     | Voti  | %     | Seggi |
| ------ | --------------------------------------------------------- | ----- | ----- | ----- |
|        | Democrazia Cristiana                                      | 1.963 | 29,96 | 13    |
|        | Partito Democratico della Sinistra-Rifondazione Comunista | 1.918 | 29,27 | 9     |
|        | Movimento Cristiano Popolare                              | 1.397 | 21,32 | 4     |
|        | La Rete                                                   | 1.275 | 19,46 | 4     |
| Totale | Totale                                                    | 6.553 | 100   | 30    |

Ballottaggio
| Candidati | Candidati                 | Voti  | %     |
| --------- | ------------------------- | ----- | ----- |
|           | Giuseppe Cumbo ✔️ Sindaco | 3.217 | 54,47 |
|           | Maria Grazia Brandara     | 2.689 | 45,53 |
| Totale    | Totale                    | 6.330 | 100   |

### Provincia regionale di Caltanissetta

#### Mussomeli
| Candidati | Candidati                                                    | Voti  | %     |
| --------- | ------------------------------------------------------------ | ----- | ----- |
|           | Calogero Canalella (L'Alternativa) ✔️ Sindaco                | 4.164 | 54,67 |
|           | Pietro Giovanni Domenico Sorce (Alleanza Sociale e Popolare) | 3.453 | 45,33 |
| Totale    | Totale                                                       | 7.617 | 100   |

| Liste  | Liste                                                                             | Voti  | %     | Seggi |
| ------ | --------------------------------------------------------------------------------- | ----- | ----- | ----- |
|        | Alleanza Sociale e Popolare                                                       | 4.719 | 61,07 | 19    |
|        | L'Alternativa (Partito Democratico della Sinistra-Rifondazione Comunista-La Rete) | 3.008 | 38,93 | 11    |
| Totale | Totale                                                                            | 7.617 | 100   | 30    |

### Provincia regionale di Catania

#### Catania
| Candidati | Candidati                                                       | Voti    | %     |
| --------- | --------------------------------------------------------------- | ------- | ----- |
|           | Enzo Bianco (Patto per Catania) Accede al ballottaggio          | 76.025  | 40,43 |
|           | Claudio Fava (Rete - Progressisti - PRC) Accede al ballottaggio | 51.720  | 27,51 |
|           | Vincenzo Trantino (MSI-DN)                                      | 32.584  | 17,33 |
|           | Antonio Scavone (DC - Riformisti)                               | 23.060  | 12,26 |
|           | Mario Petrina (Lista civica)                                    | 4.632   | 2,46  |
| Totale    | Totale                                                          | 182.561 | 100   |

| Liste                  | Liste | Voti    | %     | Seggi |
| ---------------------- | --- | ------- | ----- | ----- |
|                        | Democrazia Cristiana | 49.138  | 26,82 | 22    |
| Riformisti             | 9.976 | 5,46    | 4     |       |
|                        | Patto per Catania (Partito Democratico della Sinistra-Partito Repubblicano Italiano-Federazione dei Verdi-Popolari per la Riforma) | 41.693  | 22,84 | 17    |
|                        | La Rete | 19.641  | 10,76 | 5     |
| Progressisti Catania   | 16.038 | 8,79    | 4     |       |
| Rifondazione Comunista | 5.508 | 3,18    | 1     |       |
|                        | Movimento Sociale Italiano - Destra Nazionale                                                                                      | 18.421  | 10,09 | 4     |
|                        | Città Nostra | 6.784   | 3,72  | 1     |
|                        | Partito Socialista Democratico Italiano                                                                                            | 5.876   | 3,22  | 1     |
|                        | Movimento Popolare Catanese | 3.794   | 2,08  | 1     |
|                        | Lega Italia Federale | 2.698   | 1,48  | -     |
|                        | UCS | 1.865   | 1,02  | -     |
|                        | Fascismo e Libertà | 829     | 0,45  | -     |
| Totale                 | Totale | 188.021 | 100   | 60    |

Ballottaggio
| Candidati | Candidati              | Voti    | %     |
| --------- | ---------------------- | ------- | ----- |
|           | Enzo Bianco ✔️ Sindaco | 81.326  | 52,11 |
|           | Claudio Fava           | 4.744   | 47,89 |
| Totale    | Totale                 | 156.070 | 100   |

#### Aci Castello
| Candidati | Candidati                                                                               | Voti   | %     |
| --------- | --------------------------------------------------------------------------------------- | ------ | ----- |
|           | Santo Giuseppe Marletta (C.Area Gov. - Insieme per Aci Castello) Accede al ballottaggio | 2.884  | 28,89 |
|           | Paolo Castorina (Rete) Accede al ballottaggio                                           | 2.512  | 25,16 |
|           | Salvatore Mirabella (Popolari Democratici per Aci Castello)                             | 1.989  | 19,92 |
|           | Rosario Pennisi (DC)                                                                    | 1.533  | 15,36 |
|           | Francesco Bonaccorso (MSI-DN)                                                           | 1.065  | 10,67 |
| Totale    | Totale                                                                                  | 11.018 | 100   |

| Liste                    | Liste                                         | Voti   | %     | Seggi |
| ------------------------ | --------------------------------------------- | ------ | ----- | ----- |
|                          | Democrazia Cristiana                          | 2.856  | 27,80 | 10    |
|                          | Popolari Democratici per Aci Castello         | 2.387  | 23,24 | 5     |
|                          | Coalizione Area Governativa                   | 1.612  | 15,69 | 6     |
| Insieme per Aci Castello | 1.261                                         | 12,28  | 6     |       |
|                          | La Rete                                       | 1.329  | 12,94 | 3     |
|                          | Movimento Sociale Italiano - Destra Nazionale | 827    | 8,05  | 2     |
| Totale                   | Totale                                        | 10.272 | 100   | 32    |

Ballottaggio
| Candidati | Candidati                  | Voti  | %     |
| --------- | -------------------------- | ----- | ----- |
|           | Paolo Castorina ✔️ Sindaco | 4.842 | 56,96 |
|           | Santo Giuseppe Marletta    | 3.659 | 43,04 |
| Totale    | Totale                     | 8.798 | 100   |

#### Adrano
| Candidati | Candidati                                                    | Voti   | %     |
| --------- | ------------------------------------------------------------ | ------ | ----- |
|           | Salvatore Liotta (Insieme per Adrano) Accede al ballottaggio | 4.985  | 27,76 |
|           | Nicolò Bertolo (PDS) Accede al ballottaggio                  | 4.530  | 25,23 |
|           | Diego Di Gloria (DC)                                         | 3.105  | 17,29 |
|           | Giovanni Caruso (PRC)                                        | 1.533  | 8,54  |
|           | Vincenzo Castiglione (PSDI)                                  | 1.366  | 7,44  |
|           | Nicolò Di Guardia (Comitato Pro-Casa per Adrano)             | 1.119  | 6,23  |
|           | Antonio Politi (MSI-DN)                                      | 759    | 4,23  |
|           | Giuseppe Buscemi (Rete)                                      | 588    | 3,27  |
| Totale    | Totale                                                       | 17.955 | 100   |

| Liste  | Liste                                         | Voti   | %     | Seggi |
| ------ | --------------------------------------------- | ------ | ----- | ----- |
|        | Democrazia Cristiana                          | 5.045  | 27,55 | 17    |
|        | Partito Democratico della Sinistra            | 3.558  | 19,43 | 10    |
|        | Insieme per Adrano                            | 3.305  | 18,05 | 5     |
|        | Partito Socialista Democratico Italiano       | 1.650  | 9,01  | 2     |
|        | Rifondazione Comunista                        | 1.590  | 8,68  | 2     |
|        | Comitato Pro-Casa per Adrano                  | 1.321  | 7,21  | 2     |
|        | Partito Socialista Italiano                   | 741    | 4,05  | 1     |
|        | Movimento Sociale Italiano - Destra Nazionale | 656    | 3,58  | 1     |
|        | La Rete                                       | 448    | 2,45  | -     |
| Totale | Totale                                        | 18.314 | 100   | 40    |

Ballottaggio
| Candidati | Candidati                 | Voti   | %     |
| --------- | ------------------------- | ------ | ----- |
|           | Nicolò Bertolo ✔️ Sindaco | 8.265  | 52,18 |
|           | Salvatore Liotta          | 7.573  | 47,82 |
| Totale    | Totale                    | 16.438 | 100   |

#### Belpasso
| Candidati | Candidati                                   | Voti   | %     |
| --------- | ------------------------------------------- | ------ | ----- |
|           | Rosario Spina (PDS) Accede al ballottaggio  | 3.792  | 35,75 |
|           | Santo Tomasello (DC) Accede al ballottaggio | 2.419  | 22,80 |
|           | Francesco Valadà (Belpasso Insieme)         | 2.032  | 19,16 |
|           | Giovanni Russo (Rete-Nuova Belpasso)        | 1.785  | 16,57 |
|           | Salvatore Sava (PSI)                        | 607    | 5,72  |
| Totale    | Totale                                      | 10.608 | 100   |

| Liste          | Liste                              | Voti   | %     | Seggi |
| -------------- | ---------------------------------- | ------ | ----- | ----- |
|                | Democrazia Cristiana               | 3.481  | 32,91 | 9     |
|                | Partito Democratico della Sinistra | 2.311  | 21,85 | 5     |
|                | Belpasso Insieme                   | 1.943  | 18,37 | 3     |
|                | La Rete                            | 1.182  | 11,18 | 1     |
| Nuova Belpasso | 867                                | 8,20   | 1     |       |
|                | Partito Socialista Italiano        | 792    | 7,49  | 1     |
| Totale         | Totale                             | 10.576 | 100   | 20    |

Ballottaggio
| Candidati | Candidati                | Voti  | %     |
| --------- | ------------------------ | ----- | ----- |
|           | Rosario Spina ✔️ Sindaco | 6.680 | 69,56 |
|           | Santo Tomasello          | 2.923 | 30,44 |
| Totale    | Totale                   | 9.980 | 100   |

#### Bronte
| Candidati | Candidati                                                                       | Voti   | %     |
| --------- | ------------------------------------------------------------------------------- | ------ | ----- |
|           | Mario Carmelo Zappia (Insieme per Ricostruire) Accede al ballottaggio           | 4.873  | 42,09 |
|           | Livio Castiglione (Unione Progressista-Patto per Bronte) Accede al ballottaggio | 2.408  | 20,80 |
|           | Biagio Saitta (DC-Progressisti per Bronte-PRC)                                  | 2.269  | 19,60 |
|           | Nunzio Ciraldo (Andare Oltre)                                                   | 1.064  | 9,19  |
|           | Aurelio Sammartino (Rete)                                                       | 964    | 8,33  |
| Totale    | Totale                                                                          | 11.578 | 100   |

| Liste                   | Liste                   | Voti   | %     | Seggi |
| ----------------------- | ----------------------- | ------ | ----- | ----- |
|                         | Democrazia Cristiana    | 3.475  | 30,55 | 8     |
| Progressisti per Bronte | 1.082                   | 9,51   | 2     |       |
| Rifondazione Comunista  | 614                     | 5,40   | 2     |       |
|                         | Insieme per Ricostruire | 2.541  | 22,34 | 6     |
|                         | Unione Progressista     | 1.160  | 10,20 | 1     |
| Patto per Bronte        | 806                     | 7,09   | 1     |       |
|                         | La Rete                 | 1.099  | 9,66  | 1     |
|                         | Andare Oltre            | 596    | 5,24  | -     |
| Totale                  | Totale                  | 11.373 | 100   | 21    |

Ballottaggio
| Candidati | Candidati                       | Voti   | %     |
| --------- | ------------------------------- | ------ | ----- |
|           | Mario Carmelo Zappia ✔️ Sindaco | 5.937  | 60,85 |
|           | Livio Castiglione               | 3.819  | 39,15 |
| Totale    | Totale                          | 10.256 | 100   |

#### Caltagirone
| Candidati | Candidati                                                      | Voti   | %     |
| --------- | -------------------------------------------------------------- | ------ | ----- |
|           | Francesco Parisi (DC) Accede al ballottaggio                   | 8.279  | 36,25 |
|           | Maria Samperi Trapanotto (Libera Città) Accede al ballottaggio | 6.356  | 27,83 |
|           | Salvatore Maria Russo (Insieme per Caltagirone)                | 5.682  | 24,88 |
|           | Giovanni Ioppolo (MSI-DN)                                      | 2.519  | 11,03 |
| Totale    | Totale                                                         | 22.836 | 100   |

| Liste  | Liste                                         | Voti   | %     | Seggi |
| ------ | --------------------------------------------- | ------ | ----- | ----- |
|        | Democrazia Cristiana                          | 10.154 | 44,75 | 16    |
|        | Insieme per Caltagirone                       | 6.004  | 26,46 | 6     |
|        | Libera Città                                  | 4.933  | 21,74 | 4     |
|        | Movimento Sociale Italiano - Destra Nazionale | 1.597  | 7,04  | 1     |
| Totale | Totale                                        | 22.688 | 100   | 30    |

Ballottaggio
| Candidati | Candidati                           | Voti   | %     |
| --------- | ----------------------------------- | ------ | ----- |
|           | Maria Samperi Trapanotto ✔️ Sindaca | 11.977 | 53,06 |
|           | Francesco Parisi                    | 10.597 | 46,94 |
| Totale    | Totale                              | 22.574 | 100   |

#### Misterbianco
| Candidati | Candidati                                                    | Voti   | %     |
| --------- | ------------------------------------------------------------ | ------ | ----- |
|           | Antonino Di Guardo (PDS-PSI-PSDI-PRI) Accede al ballottaggio | 7.142  | 33,12 |
|           | Antonino Guglielmino (DC) Accede al ballottaggio             | 4.239  | 19,66 |
|           | Giuseppe Longo (MSI-DN)                                      | 3.753  | 17,41 |
|           | Angelo Greco (Uniti per Misterbianco)                        | 3.093  | 14,94 |
|           | Natale Motta (Rete)                                          | 1.872  | 8,68  |
|           | Paolo Nicotra (PRC)                                          | 1.463  | 6,79  |
| Totale    | Totale                                                       | 21.562 | 100   |

| Liste                                   | Liste                                         | Voti   | %     | Seggi |
| --------------------------------------- | --------------------------------------------- | ------ | ----- | ----- |
|                                         | Partito Democratico della Sinistra            | 5.693  | 26,13 | 14    |
| Partito Socialista Italiano             | 1.200                                         | 5,51   | 2     |       |
| Partito Socialista Democratico Italiano | 527                                           | 2,42   | -     |       |
| Partito Repubblicano Italiano           | 243                                           | 1,12   | -     |       |
|                                         | Democrazia Cristiana                          | 5.450  | 25,02 | 12    |
|                                         | Uniti per Misterbianco                        | 3.649  | 16,75 | 5     |
|                                         | Movimento Sociale Italiano - Destra Nazionale | 1.889  | 8,67  | 3     |
|                                         | La Rete                                       | 1.695  | 7,78  | 2     |
|                                         | Rifondazione Comunista                        | 1.439  | 6,61  | 2     |
| Totale                                  | Totale                                        | 22.688 | 100   | 30    |

Ballottaggio
| Candidati | Candidati                     | Voti   | %     |
| --------- | ----------------------------- | ------ | ----- |
|           | Antonino Di Guardo ✔️ Sindaco | 11.909 | 68,14 |
|           | Antonino Guglielmino          | 5.568  | 31,86 |
| Totale    | Totale                        | 17.477 | 100   |

#### Scordia
| Candidati | Candidati                                        | Voti  | %     |
| --------- | ------------------------------------------------ | ----- | ----- |
|           | Giuseppe Zapparrata (DC) Accede al ballottaggio  | 1.888 | 19,05 |
|           | Salvatore Milluzzo (PDS) Accede al ballottaggio  | 1.761 | 17,77 |
|           | Giuseppe Naselli (Rete)                          | 1.636 | 16,51 |
|           | Giuseppe Di Silvestro (Insieme per il Progresso) | 1.518 | 15,32 |
|           | Gesualdo Tramontana (PSI)                        | 1.441 | 14,54 |
|           | Gaetano Barchitta (Progetto Scordia)             | 732   | 7,39  |
|           | Sebastiano Vitagliano (MSI-DN)                   | 473   | 4,77  |
|           | Domenico Cosentino (PRC)                         | 461   | 4,65  |
| Totale    | Totale                                           | 9.910 | 100   |

| Liste  | Liste                                         | Voti   | %     | Seggi |
| ------ | --------------------------------------------- | ------ | ----- | ----- |
|        | Democrazia Cristiana                          | 2.117  | 20,95 | 11    |
|        | Partito Socialista Italiano                   | 1.872  | 18,52 | 7     |
|        | Partito Democratico della Sinistra            | 1.700  | 16,82 | 4     |
|        | Insieme per il Progresso                      | 1.587  | 15,51 | 4     |
|        | La Rete                                       | 1.257  | 12,44 | 3     |
|        | Progetto Scordia                              | 601    | 5,95  | 1     |
|        | Movimento Sociale Italiano - Destra Nazionale | 555    | 5,49  | 1     |
|        | Rifondazione Comunista                        | 437    | 4,32  | 1     |
| Totale | Totale                                        | 10.106 | 100   | 32    |

Ballottaggio
| Candidati | Candidati                     | Voti  | %     |
| --------- | ----------------------------- | ----- | ----- |
|           | Salvatore Milluzzo ✔️ Sindaco | 5.202 | 58,85 |
|           | Giuseppe Zapparrata           | 3.637 | 41,15 |
| Totale    | Totale                        | 9.522 | 100   |

### Provincia regionale di Enna

#### Barrafranca
| Candidati | Candidati                                                                        | Voti  | %     |
| --------- | -------------------------------------------------------------------------------- | ----- | ----- |
|           | Gaetano Giunta (Sinistra Popolare Democratica-Eterogenea) Accede al ballottaggio | 2.998 | 33,83 |
|           | Alessandro Costa (AD) Accede al ballottaggio                                     | 2.050 | 23,13 |
|           | Vincenzo Spagnuolo (DC)                                                          | 1.690 | 19,90 |
|           | Giuseppe Di Dio (Insieme per Barrafranca)                                        | 1.410 | 15,91 |
|           | Liborio Salamone (Rete)                                                          | 715   | 8,07  |
| Totale    | Totale                                                                           | 8.863 | 100   |

| Liste      | Liste                                         | Voti  | %     | Seggi |
| ---------- | --------------------------------------------- | ----- | ----- | ----- |
|            | Democrazia Cristiana                          | 2.447 | 27,04 | 9     |
|            | Alleanza Democratica                          | 1.983 | 21,91 | 8     |
|            | Sinistra Popolare Democratica                 | 1.760 | 19,45 | 5     |
| Eterogenea | 489                                           | 5,40  | 1     |       |
|            | Insieme per Barrafranca                       | 1.348 | 14,90 | 4     |
|            | La Rete                                       | 751   | 8,30  | 3     |
|            | Movimento Sociale Italiano - Destra Nazionale | 271   | 2,99  | -     |
| Totale     | Totale                                        | 9.049 | 100   | 30    |

Ballottaggio
| Candidati | Candidati                 | Voti  | %     |
| --------- | ------------------------- | ----- | ----- |
|           | Gaetano Giunta ✔️ Sindaco | 4.194 | 52,54 |
|           | Alessandro Costa          | 3.788 | 47,46 |
| Totale    | Totale                    | 7.982 | 100   |

#### Leonforte
| Candidati | Candidati                                                                                         | Voti  | %     |
| --------- | ------------------------------------------------------------------------------------------------- | ----- | ----- |
|           | Salvatore La Porta (Avanti per Leonforte-MSI-DN) Accede al ballottaggio                           | 2.607 | 29,92 |
|           | Giuseppe Mario Sammartino (Uniti per Leonforte-Democratici Liberi e Forti) Accede al ballottaggio | 2.028 | 23,27 |
|           | Antonino Di Leonforte (PDS-AD)                                                                    | 1.791 | 20,55 |
|           | Maria Minnicino Di Franco (DC)                                                                    | 1.204 | 13,82 |
|           | Francesco Vitale (PRC)                                                                            | 563   | 6,46  |
|           | Francesco Librizzi (Rete)                                                                         | 521   | 5,98  |
| Totale    | Totale                                                                                            | 8.714 | 100   |

| Liste                | Liste                                                              | Voti  | %     | Seggi |
| -------------------- | ------------------------------------------------------------------ | ----- | ----- | ----- |
|                      | Partito Democratico della Sinistra                                 | 2.116 | 24,16 | 9     |
| Alleanza Democratica | 1.070                                                              | 12,21 | 5     |       |
|                      | Uniti per Leonforte-Democratici Liberi e Forti                     | 1.809 | 20,65 | 8     |
|                      | Avanti per Leonforte-Movimento Sociale Italiano - Destra Nazionale | 1.239 | 14,14 | 3     |
|                      | Democrazia Cristiana                                               | 820   | 9,36  | 2     |
|                      | La Rete                                                            | 763   | 8,71  | 2     |
|                      | Rifondazione Comunista                                             | 670   | 7,65  | 1     |
|                      | Lista Indipendente                                                 | 273   | 3,12  | -     |
| Totale               | Totale                                                             | 8.760 | 100   | 30    |

Ballottaggio
| Candidati | Candidati                     | Voti  | %     |
| --------- | ----------------------------- | ----- | ----- |
|           | Salvatore La Porta ✔️ Sindaco | 4.023 | 51,49 |
|           | Giuseppe Mario Sammartino     | 3.790 | 48,51 |
| Totale    | Totale                        | 7.813 | 100   |

### Provincia regionale di Messina

#### Patti
| Candidati | Candidati                                                     | Voti  | %     |
| --------- | ------------------------------------------------------------- | ----- | ----- |
|           | Salvatore Olivo (Coordinamento per Patti-Rete) ✔️ Sindaco     | 4.588 | 51,85 |
|           | Remo Addamo (DC-Eterogenea)                                   | 2.308 | 26,08 |
|           | Antonino Di Blasi (Movimento dei Cattolici Democratici Patti) | 1.953 | 22,07 |
| Totale    | Totale                                                        | 8.849 | 100   |

| Liste      | Liste                                     | Voti  | %     | Seggi |
| ---------- | ----------------------------------------- | ----- | ----- | ----- |
|            | Democrazia Cristiana                      | 2.607 | 29,43 | 9     |
| Eterogenea | 19.75                                     | 22,30 | 8     |       |
|            | Movimento dei Cattolici Democratici Patti | 2.085 | 23,54 | 5     |
|            | Coordinamento per Patti                   | 1.758 | 19,85 | 7     |
| La Rete    | 432                                       | 4,88  | 1     |       |
| Totale     | Totale                                    | 8.857 | 100   | 30    |

### Provincia regionale di Siracusa

#### Avola
| Candidati | Candidati                                             | Voti   | %     |
| --------- | ----------------------------------------------------- | ------ | ----- |
|           | Elia Li Gioi (PDS-Lista Indipendente-Rete) ✔️ Sindaco | 9.688  | 52,29 |
|           | Felice Claudio Zuccalà (DC)                           | 3.575  | 19,30 |
|           | Paolo Di Maria (Un Patto per Avola)                   | 2.616  | 14,12 |
|           | Elio Grillo                                           | 1.046  | 5,65  |
|           | Paolo Nane (PSI-Unità Socialista)                     | 944    | 5,10  |
|           | Sebastiano Parentignoti (PRC)                         | 657    | 3,55  |
| Totale    | Totale                                                | 18.526 | 100   |

| Liste              | Liste                                        | Voti   | %     | Seggi |
| ------------------ | -------------------------------------------- | ------ | ----- | ----- |
|                    | Democrazia Cristiana                         | 6.643  | 34,88 | 14    |
|                    | Partito Democratico della Sinistra           | 5.044  | 26,48 | 13    |
| Lista Indipendente | 3.152                                        | 16,55  | 7     |       |
| La Rete            | 866                                          | 4,55   | 1     |       |
|                    | Un Patto per Avola                           | 1.990  | 10,45 | 3     |
|                    | Rifondazione Comunista                       | 715    | 3,75  | 1     |
|                    | Partito Socialista Italiano-Unità Socialista | 637    | 3,34  | 1     |
| Totale             | Totale                                       | 19.047 | 100   | 40    |

#### Floridia
| Candidati | Candidati                                                                  | Voti   | %     |
| --------- | -------------------------------------------------------------------------- | ------ | ----- |
|           | Egidio Ortisi (Lista Civica-PDS-Lista Indipendente) Accede al ballottaggio | 4.414  | 35,60 |
|           | Paolo Romano (Lista Evoluzione) Accede al ballottaggio                     | 2.935  | 23,67 |
|           | Anna Maria Sarnataro (Mista di Centro-Mista di Sinistra)                   | 1.636  | 13,19 |
|           | Giovanni Luigi Lo Monaco (Patto Civico per Floridia)                       | 1.610  | 12,98 |
|           | Antonio Gallo (DC)                                                         | 1.202  | 9,69  |
|           | Vittorio Adorno (Rinnovamento 93)                                          | 473    | 4,77  |
| Totale    | Totale                                                                     | 12.400 | 100   |

| Liste                              | Liste                     | Voti   | %     | Seggi |
| ---------------------------------- | ------------------------- | ------ | ----- | ----- |
|                                    | Lista Civica              | 2.141  | 17,62 | 5     |
| Partito Democratico della Sinistra | 1.706                     | 14,04  | 4     |       |
| Lista Indipendente                 | 850                       | 7,00   | 1     |       |
|                                    | Democrazia Cristiana      | 1.548  | 12,74 | 2     |
|                                    | Lista Evoluzione          | 1.538  | 12,66 | 2     |
|                                    | Patto Civico per Floridia | 1.415  | 11,65 | 2     |
|                                    | Mista di Centro           | 1.247  | 10,26 | 2     |
| Mista di Sinistra                  | 1.029                     | 8,47   | 2     |       |
|                                    | Rinnovamento 93           | 676    | 5,56  | -     |
| Totale                             | Totale                    | 12.150 | 100   | 20    |

Ballottaggio
| Candidati | Candidati                | Voti   | %     |
| --------- | ------------------------ | ------ | ----- |
|           | Egidio Ortisi ✔️ Sindaco | 5.788  | 50,20 |
|           | Paolo Romano             | 5.743  | 49,80 |
| Totale    | Totale                   | 11.531 | 100   |

#### Melilli
| Candidati | Candidati                                        | Voti  | %     |
| --------- | ------------------------------------------------ | ----- | ----- |
|           | Giuseppa Magnano (Unirsi per Melilli) ✔️ Sindaca | 3.724 | 54,00 |
|           | Sebastiano Sbona (DC-PLI-PRI)                    | 3.172 | 46,00 |
| Totale    | Totale                                           | 6.896 | 100   |

| Liste                         | Liste                                          | Voti  | %     | Seggi |
| ----------------------------- | ---------------------------------------------- | ----- | ----- | ----- |
|                               | Democrazia Cristiana-Partito Liberale Italiano | 4.358 | 62,11 | 20    |
| Partito Repubblicano Italiano | 320                                            | 4,56  | 1     |       |
|                               | Unirsi per Melilli                             | 1.826 | 26,02 | 8     |
|                               | La Rete                                        | 345   | 4,92  | 1     |
|                               | Rifondazione Comunista                         | 168   | 2,39  | -     |
| Totale                        | Totale                                         | 7.017 | 100   | 30    |

#### Noto (Italia)|Noto
| Candidati | Candidati                                                                               | Voti   | %     |
| --------- | --------------------------------------------------------------------------------------- | ------ | ----- |
|           | Corrado Passarello (DC-Alleanza per Noto-PRI-Socialismo Europeo) Accede al ballottaggio | 6.060  | 45,90 |
|           | Alessio Sallicano (PDS-Uniti per Noto-Rete-PRC) Accede al ballottaggio                  | 3.746  | 28,37 |
|           | Alberto Nunzio Frasca (Noto-Trasparenza-Solidarietà-Ambiente-Lista Indipendente)        | 3.397  | 25,73 |
| Totale    | Totale                                                                                  | 13.203 | 100   |

| Liste                                                              | Liste                                                  | Voti   | %     | Seggi |
| ------------------------------------------------------------------ | ------------------------------------------------------ | ------ | ----- | ----- |
|                                                                    | Democrazia Cristiana                                   | 4.347  | 32,04 | 11    |
| Alleanza per Noto-Partito Repubblicano Italiano-Socialismo Europeo | 3.673                                                  | 27,07  | 10    |       |
|                                                                    | Lista Civica Noto-Trasparenza - Solidarietà - Ambiente | 2.518  | 18,56 | 4     |
| Lista Indipendente                                                 | 236                                                    | 1,74   | 1     |       |
|                                                                    | Partito Democratico della Sinistra                     | 1.522  | 11,22 | 5     |
| Uniti per Noto                                                     | 529                                                    | 3,90   | 2     |       |
| La Rete                                                            | 502                                                    | 3,70   | -     |       |
| Rifondazione Comunista                                             | 242                                                    | 1,78   | -     |       |
| Totale                                                             | Totale                                                 | 13.569 | 100   | 32    |

Ballottaggio
| Candidati | Candidati                     | Voti   | %     |
| --------- | ----------------------------- | ------ | ----- |
|           | Corrado Passarello ✔️ Sindaco | 6.257  | 56,00 |
|           | Alessio Sallicano             | 4.917  | 44,00 |
| Totale    | Totale                        | 11.174 | 100   |

#### Pachino
| Candidati | Candidati                                                       | Voti   | %     |
| --------- | --------------------------------------------------------------- | ------ | ----- |
|           | Modestino Preziosi (Insieme per Pachino) Accede al ballottaggio | 2.681  | 22,01 |
|           | Corrado Gennuso (Rinascita di Pachino) Accede al ballottaggio   | 2.597  | 21,32 |
|           | Giuseppe Russo (DC)                                             | 1.977  | 16,23 |
|           | Emanuele Mazzara (Lista Civica per Pachino)                     | 1.903  | 15,62 |
|           | Salvatore Rollo (Rete)                                          | 1.147  | 9,42  |
|           | Gioacchino La Corte (PRC)                                       | 1.083  | 8,89  |
|           | Salvatore Santuccio (MSI-DN)                                    | 793    | 6,51  |
| Totale    | Totale                                                          | 12.181 | 100   |

| Liste  | Liste | Voti   | %     | Seggi |
| ------ | --- | ------ | ----- | ----- |
|        | Democrazia Cristiana | 3.297  | 26,68 | 13    |
|        | Insieme per Pachino (Partito Democratico della Sinistra-Partito Socialista Italiano-Partito Repubblicano Italiano-Partito Socialista Democratico Italiano) | 2.369  | 19,17 | 8     |
|        | Rinascita di Pachino | 2.315  | 18,73 | 4     |
|        | Lista Civica per Pachino | 1.690  | 13,67 | 3     |
|        | La Rete | 1.399  | 11,32 | 2     |
|        | Rifondazione Comunista | 804    | 6,51  | 1     |
|        | Movimento Sociale Italiano - Destra Nazionale | 485    | 3,92  | 1     |
| Totale | Totale | 12.359 | 100   | 32    |

Ballottaggio
| Candidati | Candidati                     | Voti   | %     |
| --------- | ----------------------------- | ------ | ----- |
|           | Modestino Preziosi ✔️ Sindaco | 5.195  | 51,04 |
|           | Corrado Gennuso               | 4.983  | 48,96 |
| Totale    | Totale                        | 10.628 | 100   |

### Provincia Regionale di Trapani

#### Castellammare del Golfo
| Candidati | Candidati                                                             | Voti  | %     |
| --------- | --------------------------------------------------------------------- | ----- | ----- |
|           | Giuseppe Battiata (Spazio e Libertà) Accede al ballottaggio           | 3.236 | 35,81 |
|           | Stefano Magaddino (Rinascita di Castellammare) Accede al ballottaggio | 2.043 | 22,61 |
|           | Giuseppe Buffa (DC)                                                   | 1.929 | 21,35 |
|           | Antonio D'Angelo (Democrazia e Progresso)                             | 888   | 9,83  |
|           | Antonino Marcello Borruso (Rete)                                      | 679   | 7,51  |
|           | Salvatore Cascio (MSI-DN)                                             | 262   | 2,90  |
| Totale    | Totale                                                                | 9.037 | 100   |

| Liste  | Liste                                         | Voti  | %     | Seggi |
| ------ | --------------------------------------------- | ----- | ----- | ----- |
|        | Democrazia Cristiana                          | 2.898 | 31,44 | 13    |
|        | Spazio e Libertà                              | 2.763 | 29,98 | 10    |
|        | Rinascita di Castellammare                    | 1.777 | 19,28 | 4     |
|        | Democrazia e Progresso                        | 1.144 | 12,41 | 3     |
|        | La Rete                                       | 384   | 4,17  | 1     |
|        | Movimento Sociale Italiano - Destra Nazionale | 251   | 2,72  | -     |
| Totale | Totale                                        | 9.217 | 100   | 30    |

Ballottaggio
| Candidati | Candidati                    | Voti  | %     |
| --------- | ---------------------------- | ----- | ----- |
|           | Giuseppe Battiata ✔️ Sindaco | 4.440 | 58,37 |
|           | Stefano Magaddino            | 3.166 | 41,63 |
| Totale    | Totale                       | 7.606 | 100   |

#### Castelvetrano
| Candidati | Candidati                                                                        | Voti   | %     |
| --------- | -------------------------------------------------------------------------------- | ------ | ----- |
|           | Giuseppe Bongiorno (Alleanza Cittadina per Castelvetrano) Accede al ballottaggio | 7.749  | 43,25 |
|           | Giuseppe Piccione (Sinistra Democratica) Accede al ballottaggio                  | 3.741  | 20,88 |
|           | Antonino Leggio (DC)                                                             | 3.496  | 19,51 |
|           | Giovanni Elia (PRC-Rete)                                                         | 2.931  | 16,36 |
| Totale    | Totale                                                                           | 17.917 | 100   |

| Liste   | Liste                                   | Voti   | %     | Seggi |
| ------- | --------------------------------------- | ------ | ----- | ----- |
|         | Democrazia Cristiana                    | 5.744  | 31,15 | 17    |
|         | Alleanza Cittadina per Castelvetrano    | 5.344  | 28,98 | 13    |
|         | Sinistra Democratica                    | 4.484  | 24,31 | 7     |
|         | Rifondazione Comunista                  | 1.365  | 7,40  | 2     |
| La Rete | 1.018                                   | 5,52   | 1     |       |
|         | Partito Socialista Democratico Italiano | 487    | 2,64  | -     |
| Totale  | Totale                                  | 18.442 | 100   | 40    |

Ballottaggio
| Candidati | Candidati                     | Voti   | %     |
| --------- | ----------------------------- | ------ | ----- |
|           | Giuseppe Bongiorno ✔️ Sindaco | 10.257 | 65,27 |
|           | Giuseppe Piccione             | 5.458  | 34,73 |
| Totale    | Totale                        | 15.715 | 100   |

## Elezioni del novembre 1993

### Provincia regionale di Palermo

#### Palermo
| Candidati | Candidati                                                 | Voti    | %     |
| --------- | --------------------------------------------------------- | ------- | ----- |
|           | Leoluca Orlando ✔️ Sindaco (Rete-Ricostruire Palermo-PRC) | 291.976 | 75,18 |
|           | Elda Pucci (DC-Forum)                                     | 63.277  | 16,29 |
|           | Alfonso Giordano (UDC)                                    | 23.762  | 6,12  |
|           | Salvatore Raneli (Mov. Dem. Siciliano)                    | 5.465   | 1,41  |
|           | Giuseppe La Barbera (Lega Italia Federale)                | 3.870   | 1,00  |
| Totale    | Totale                                                    | 388.350 | 100   |

| Liste                                                                                              | Liste                                         | Voti    | %     | Seggi |
| -------------------------------------------------------------------------------------------------- | --------------------------------------------- | ------- | ----- | ----- |
| | La Rete                                       | 121.311 | 32,63 | 19    |
| Ricostruire Palermo (Partito Democratico della Sinistra Federazione dei Verdi-Città per l'Uomo)    | 36.930                                        | 9,93    | 6     |       |
| Nuovo Modo                                                                                         | 21.730                                        | 5,85    | 3     |       |
| Cattolici Democratici per Palermo                                                                  | 21.174                                        | 5,70    | 3     |       |
| Rifondazione Comunista                                                                             | 9.107                                         | 2,45    | 1     |       |
| | Democrazia Cristiana                          | 49.235  | 13,24 | 8     |
| Forum (Patto Segni-Partito Repubblicano Italiano-Partito Socialista Italiano-Alleanza Democratica) | 43.142                                        | 11,60   | 6     |       |
| | Unione di Centro                              | 25.353  | 6,82  | 2     |
| | Movimento Sociale Italiano - Destra Nazionale | 13.752  | 3,70  | 1     |
| | Partito Socialista Democratico Italiano       | 9.706   | 2,61  | 1     |
| | Lega Italia Federale                          | 7.353   | 1,98  | -     |
| | Movimento Democratico Siciliano               | 4.972   | 1,34  | -     |
| | Lega Sicilia Federale                         | 4.058   | 1,09  | -     |
| | Solidarietà Democratica                       | 2.523   | 0,68  | -     |
| | Fascismo e Libertà                            | 1.423   | 0,38  | -     |
| Totale                                                                                             | Totale                                        | 371.769 | 100   | 50    |

#### Carini
| Candidati | Candidati                                                           | Voti   | %     |
| --------- | ------------------------------------------------------------------- | ------ | ----- |
|           | Antonino Mannino Accede al ballottaggio (Lista Civica-Lista Civica) | 2.964  | 26,68 |
|           | Vito Badalamenti (Rete)                                             | 2.519  | 22,68 |
|           | Agostino Agrusa (Lista Civica)                                      | 2.091  | 18,82 |
|           | Giuseppe Musso (Lista Civica)                                       | 2.011  | 18,10 |
|           | Gioacchino Azzolini (Progetto Carini)                               | 1.524  | 13,72 |
| Totale    | Totale                                                              | 11.109 | 100   |

| Liste        | Liste                                         | Voti   | %     | Seggi |
| ------------ | --------------------------------------------- | ------ | ----- | ----- |
|              | Lista Civica                                  | 2.035  | 18,43 | 6     |
| Lista Civica | 1.132                                         | 10,25  | 2     |       |
|              | Lista Civica                                  | 2.117  | 19,18 | 5     |
|              | Progetto Carini                               | 1.953  | 17,69 | 3     |
|              | La Rete                                       | 1.794  | 16,25 | 2     |
|              | Lista Civica                                  | 1.691  | 15,32 | 2     |
|              | Movimento Sociale Italiano - Destra Nazionale | 318    | 2,88  | -     |
| Totale       | Totale                                        | 12.593 | 100   | 20    |

Ballottaggio
| Candidati | Candidati                   | Voti  | %     |
| --------- | --------------------------- | ----- | ----- |
|           | Antonino Mannino ✔️ Sindaco | 5.758 | 59,31 |
|           | Vito Badalamenti            | 3.950 | 40,69 |
| Totale    | Totale                      | 9.708 | 100   |

#### Corleone
| Candidati | Candidati                                                       | Voti  | %     |
| --------- | --------------------------------------------------------------- | ----- | ----- |
|           | Giuseppe Cipriani (Rinascita Corleonese) Accede al ballottaggio | 2.510 | 34,28 |
|           | Michele La Torre (Democrazia Corleonese) Accede al ballottaggio | 1.806 | 24,67 |
|           | Francesco Rizzotto (Uniti per una Nuova Corleone)               | 1.879 | 25,56 |
|           | Biagio Bonanno (Corleone Nuova Insieme)                         | 1.250 | 17,07 |
| Totale    | Totale                                                          | 7.322 | 100   |

| Liste  | Liste                                                                    | Voti  | %     | Seggi |
| ------ | ------------------------------------------------------------------------ | ----- | ----- | ----- |
|        | Democrazia Corleonese (Democrazia Cristiana-Partito Socialista Italiano) | 2.338 | 31,81 | 8     |
|        | Uniti per una Nuova Corleone                                             | 1.879 | 25,56 | 6     |
|        | Rinascita Corleonese (Partito Democratico della Sinistra-Altri)          | 1.710 | 23,27 | 3     |
|        | Corleone Nuova Insieme                                                   | 1.423 | 19,36 | 3     |
| Totale | Totale                                                                   | 7.350 | 100   | 20    |

Ballottaggio
| Candidati | Candidati                    | Voti  | %     |
| --------- | ---------------------------- | ----- | ----- |
|           | Giuseppe Cipriani ✔️ Sindaco | 4.920 | 69,03 |
|           | Michele La Torre             | 2.207 | 30,97 |
| Totale    | Totale                       | 7.127 | 100   |

#### Partinico
| Candidati | Candidati | Voti   | %     |
| --------- | --- | ------ | ----- |
|           | Giacoma Cannizzo (Svolta per il Cambiamento-Rete-Artigiani per Partinico-PDS-Lista Ambientalista) Accede al ballottaggio | 7.802  | 44,83 |
|           | Vito Giovia (Patto per Partinico-PSDI) Accede al ballottaggio                                                            | 5.126  | 29,46 |
|           | Alfredo Cannone (DC-PPI-AD-PRI)                                                                                          | 4.474  | 25,71 |
| Totale    | Totale | 17.402 | 100   |

| Liste                                              | Liste                                                   | Voti   | %     | Seggi |
| -------------------------------------------------- | ------------------------------------------------------- | ------ | ----- | ----- |
|                                                    | Patto per Partinico (Partito Socialista Italiano-Altri) | 4.475  | 25,22 | 6     |
| Partito Socialista Democratico Italiano            | 1.923                                                   | 10,84  | 4     |       |
|                                                    | Svolta per il Cambiamento                               | 1.510  | 8,51  | 2     |
| La Rete                                            | 1.476                                                   | 8,32   | 2     |       |
| Gli Artigiani per Partinico                        | 1.447                                                   | 8,15   | 1     |       |
| Partito Democratico della Sinistra                 | 855                                                     | 4,82   | 1     |       |
| Lista Civica Ambientalista                         | 671                                                     | 3,78   | -     |       |
|                                                    | Democrazia Cristiana-Partito Popolare                   | 3.766  | 21,22 | 3     |
| Alleanza Democratica-Partito Repubblicano Italiano | 1.620                                                   | 9,13   | 3     |       |
| Totale                                             | Totale                                                  | 17.743 | 100   | 20    |

Ballottaggio

### Provincia regionale di Agrigento

#### Aragona (Italia)|Aragona
| Candidati | Candidati                                      | Voti  | %     |
| --------- | ---------------------------------------------- | ----- | ----- |
|           | Alfonso Tedesco ✔️ Sindaco (Uniti per Vincere) | 4.797 | 73,69 |
|           | Girolamo Giovanni Lattuca (Per Aragona)        | 1.713 | 26,31 |
| Totale    | Totale                                         | 6.510 | 100   |

| Liste  | Liste             | Voti  | %     | Seggi |
| ------ | ----------------- | ----- | ----- | ----- |
|        | Uniti per Vincere | 4.235 | 64,35 | 14    |
|        | Per Aragona       | 2.346 | 35,65 | 6     |
| Totale | Totale            | 6.581 | 100   | 20    |

### Provincia regionale di Caltanissetta

#### Caltanissetta
| Candidati | Candidati                                                                      | Voti   | %     |
| --------- | ------------------------------------------------------------------------------ | ------ | ----- |
|           | Michele Giuseppe Campione (Patto per la Città-Rete-PRC) Accede al ballottaggio | 14.301 | 37,09 |
|           | Giuseppe Mancuso (Alleanza per la Rinascita) Accede al ballottaggio            | 13.146 | 34,10 |
|           | Maurizio Salvatore Maria Vancheri (DC - Centro Democratico)                    | 6.929  | 17,97 |
|           | Eugenio Rodolfo Candura (Coalizione Democratica)                               | 4.177  | 10,83 |
| Totale    | Totale                                                                         | 38.553 | 100   |

| Liste                                | Liste                                      | Voti   | %     | Seggi |
| ------------------------------------ | ------------------------------------------ | ------ | ----- | ----- |
|                                      | Patto per la Città                         | 8.629  | 22,15 | 9     |
| La Rete                              | 3.683                                      | 9,45   | 3     |       |
| Partito della Rifondazione Comunista | 3.220                                      | 8,27   | 2     |       |
|                                      | Democrazia Cristiana                       | 8.755  | 22,47 | 7     |
| Centro Democratico                   | 3.717                                      | 9,54   | 3     |       |
|                                      | Alleanza per la Rinascita di Caltanissetta | 6.695  | 17,19 | 4     |
|                                      | Coalizione Democratica                     | 4.258  | 10,93 | 2     |
| Totale                               | Totale                                     | 38.957 | 100   | 30    |

Ballottaggio
| Candidati | Candidati                   | Voti   | %     |
| --------- | --------------------------- | ------ | ----- |
|           | Giuseppe Mancuso ✔️ Sindaco | 18.850 | 51,66 |
|           | Michele Giuseppe Campione   | 17.837 | 48,34 |
| Totale    | Totale                      | 36.487 | 100   |

#### Mazzarino
| Candidati | Candidati                                                          | Voti  | %     |
| --------- | ------------------------------------------------------------------ | ----- | ----- |
|           | Giuseppe Stuppia (E'l'Ora del Rinnovamento) Accede al ballottaggio | 2.956 | 36,21 |
|           | Rocco Anzaldi (PDS) Accede al ballottaggio                         | 2.848 | 34,89 |
|           | Luigi Stivala (Partito Popolare-Rinascita Socialista)              | 1.415 | 17,33 |
|           | Luigi Varsalona (Rete)                                             | 944   | 11,56 |
| Totale    | Totale                                                             | 8.163 | 100   |

| Liste  | Liste                                 | Voti  | %     | Seggi |
| ------ | ------------------------------------- | ----- | ----- | ----- |
|        | Partito Democratico della Sinistra    | 3.140 | 38,30 | 10    |
|        | E' l'Ora del Rinnovamento             | 2.146 | 26,17 | 6     |
|        | Partito Popolare-Rinascita Socialista | 2.010 | 24,52 | 3     |
|        | La Rete                               | 903   | 11,01 | 1     |
| Totale | Totale                                | 8.199 | 100   | 20    |

Ballottaggio
| Candidati | Candidati                | Voti  | %     |
| --------- | ------------------------ | ----- | ----- |
|           | Rocco Anzaldi ✔️ Sindaco | 4.155 | 50,98 |
|           | Giuseppe Stuppia         | 3.996 | 49,02 |
| Totale    | Totale                   | 8.151 | 100   |

### Provincia regionale di Siracusa

#### Carlentini
| Candidati | Candidati                                             | Voti   | %     |
| --------- | ----------------------------------------------------- | ------ | ----- |
|           | Sergio Monaco (PDS-Mista di Sinistra-Rete) ✔️ Sindaco | 7.009  | 69,71 |
|           | Francesco Drosi (DC)                                  | 2.848  | 34,89 |
|           | Salvatore Pappalardo                                  | 1.207  | 12,00 |
| Totale    | Totale                                                | 10.055 | 100   |

| Liste             | Liste                              | Voti   | %     | Seggi |
| ----------------- | ---------------------------------- | ------ | ----- | ----- |
|                   | Partito Democratico della Sinistra | 1.527  | 15,07 | 4     |
| Mista di Sinistra | 1.520                              | 15,00  | 2     |       |
| La Rete           | 1.275                              | 12,58  | 2     |       |
|                   | Democrazia Cristiana               | 1.912  | 18,87 | 7     |
|                   | Lista Civica                       | 989    | 9,78  | 1     |
|                   | Lista Civica                       | 843    | 8,32  | 1     |
|                   | Lista Indipendente                 | 744    | 7,34  | 1     |
|                   | Lista Indipendente                 | 670    | 6,61  | 1     |
|                   | Lista Civica                       | 654    | 6,45  | 1     |
| Totale            | Totale                             | 10.134 | 100   | 20    |

#### Lentini
| Candidati | Candidati                                                                                         | Voti   | %     |
| --------- | ------------------------------------------------------------------------------------------------- | ------ | ----- |
|           | Salvatore Raiti (PDS-PRI) Accede al ballottaggio                                                  | 6.772  | 42,53 |
|           | Armando Rossitto (AD-Patto di Progresso per Lentini-PRC-Amare Pulire-Rete) Accede al ballottaggio | 4.461  | 28,02 |
|           | Davide Battiato (Insieme per Lentini)                                                             | 2.116  | 13,29 |
|           | Angelo D'Anico (Lista Indipendente-Lista Indipendente)                                            | 2.075  | 13,03 |
|           | Rosario Ossino Fisicaro (Lista Civica Gorgia Uomini Liberi)                                       | 499    | 3,13  |
| Totale    | Totale                                                                                            | 15.923 | 100   |

| Liste                         | Liste                                               | Voti   | %     | Seggi |
| ----------------------------- | --------------------------------------------------- | ------ | ----- | ----- |
|                               | Partito Democratico della Sinistra                  | 4.115  | 25,97 | 7     |
| Partito Repubblicano Italiano | 1.152                                               | 7.27   | 2     |       |
|                               | Alleanza Democratica-Patto di Progresso per Lentini | 1.829  | 11,54 | 3     |
| Rifondazione Comunista        | 1.542                                               | 9,73   | 2     |       |
| Amare Pulire-La Rete          | 1.010                                               | 6,37   | 1     |       |
|                               | Insieme per Lentini                                 | 2.348  | 14,82 | 2     |
|                               | Lista Indipendente                                  | 1.683  | 10,62 | 2     |
| Lista Indipendente            | 1.125                                               | 7,10   | 1     |       |
|                               | Lista Civica Gorgia Uomini Liberi                   | 627    | 3,96  | -     |
|                               | Movimento Sociale Italiano - Destra Nazionale       | 415    | 2,62  | -     |
| Totale                        | Totale                                              | 15.846 | 100   | 20    |

Ballottaggio
| Candidati | Candidati                  | Voti   | %     |
| --------- | -------------------------- | ------ | ----- |
|           | Salvatore Raiti ✔️ Sindaco | 7.769  | 53,33 |
|           | Armando Rossitto           | 6.799  | 46,67 |
| Totale    | Totale                     | 14.568 | 100   |

### Provincia Regionale di Trapani

#### Alcamo
| Candidati | Candidati                                                     | Voti   | %     |
| --------- | ------------------------------------------------------------- | ------ | ----- |
|           | Massimo Ferrara (AD-Patto Segni-Rete-Per "Alcamo") ✔️ Sindaco | 14.238 | 50,85 |
|           | Sebastiano Benenati (DC)                                      | 7.757  | 27,70 |
|           | Rosario Asta (Alleanza Cittadina)                             | 5.112  | 18,26 |
|           | Antonino Silaco (Alcamo Libera)                               | 895    | 3,20  |
| Totale    | Totale                                                        | 28.002 | 100   |

| Liste        | Liste                            | Voti   | %     | Seggi |
| ------------ | -------------------------------- | ------ | ----- | ----- |
|              | Alleanza Democratica-Patto Segni | 4.599  | 16,55 | 6     |
| La Rete      | 3.924                            | 14,12  | 5     |       |
| Per "Alcamo" | 3.525                            | 12,68  | 5     |       |
|              | Democrazia Cristiana             | 6.086  | 21,90 | 8     |
|              | Alleanza Cittadina               | 4.420  | 15,90 | 3     |
|              | Mista di Centro                  | 3.032  | 10,91 | 2     |
|              | Alcamo Libera                    | 1.193  | 4,29  | 1     |
|              | Lista Civica                     | 1.017  | 3,66  | -     |
| Totale       | Totale                           | 27.796 | 100   | 30    |